# カルマン (自動車)

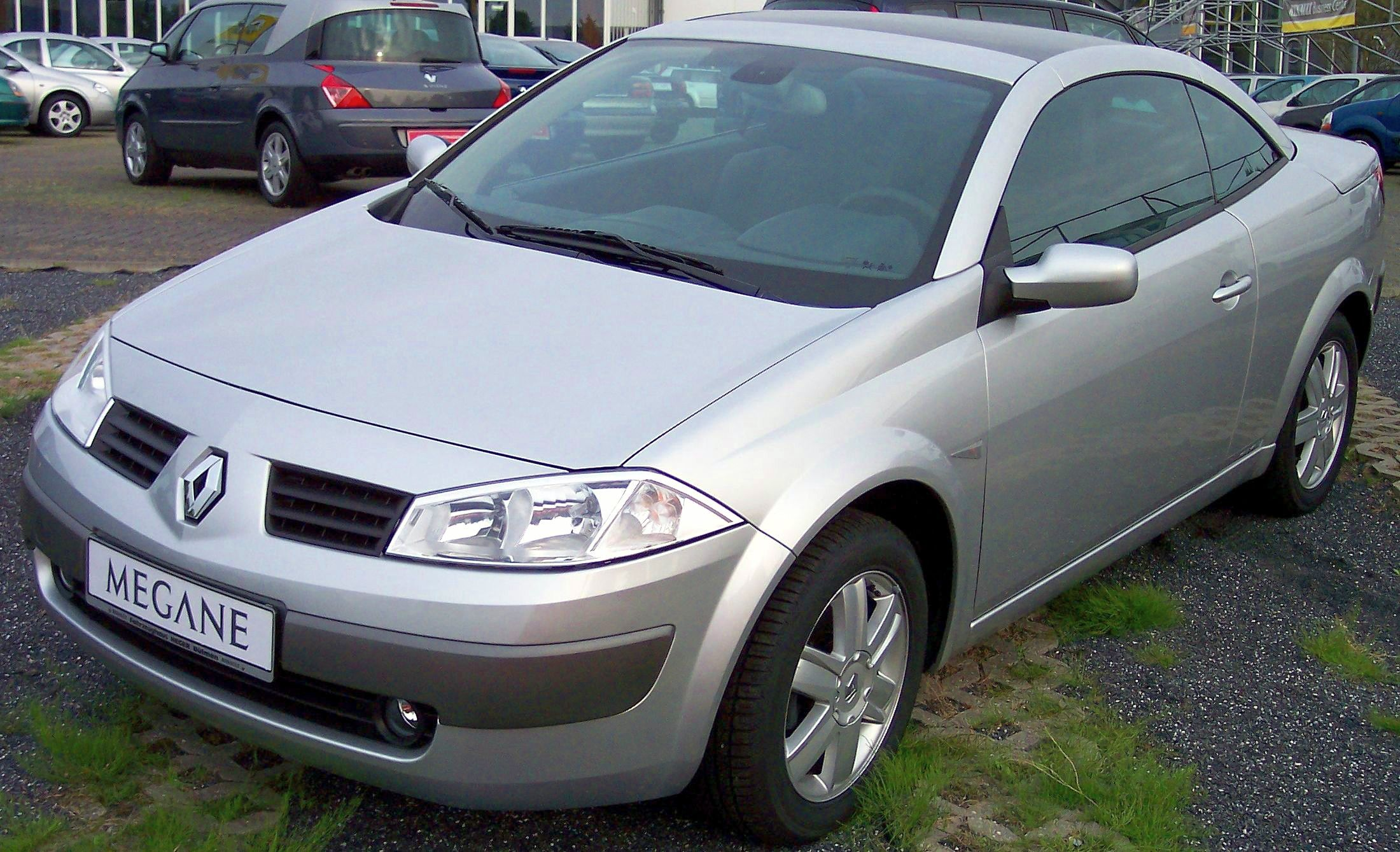
ルノー・メガーヌCC

カルマン（Karmann）、正式社名・ヴィルヘルム・カルマン（独: Wilhelm Karmann GmbH）は、ドイツはオスナブリュックの自動車架装会社（コーチビルダー）。2009年4月9日カルマン社の倒産が発表され、管財人監督下で再建に努める事になった。

## 歴史

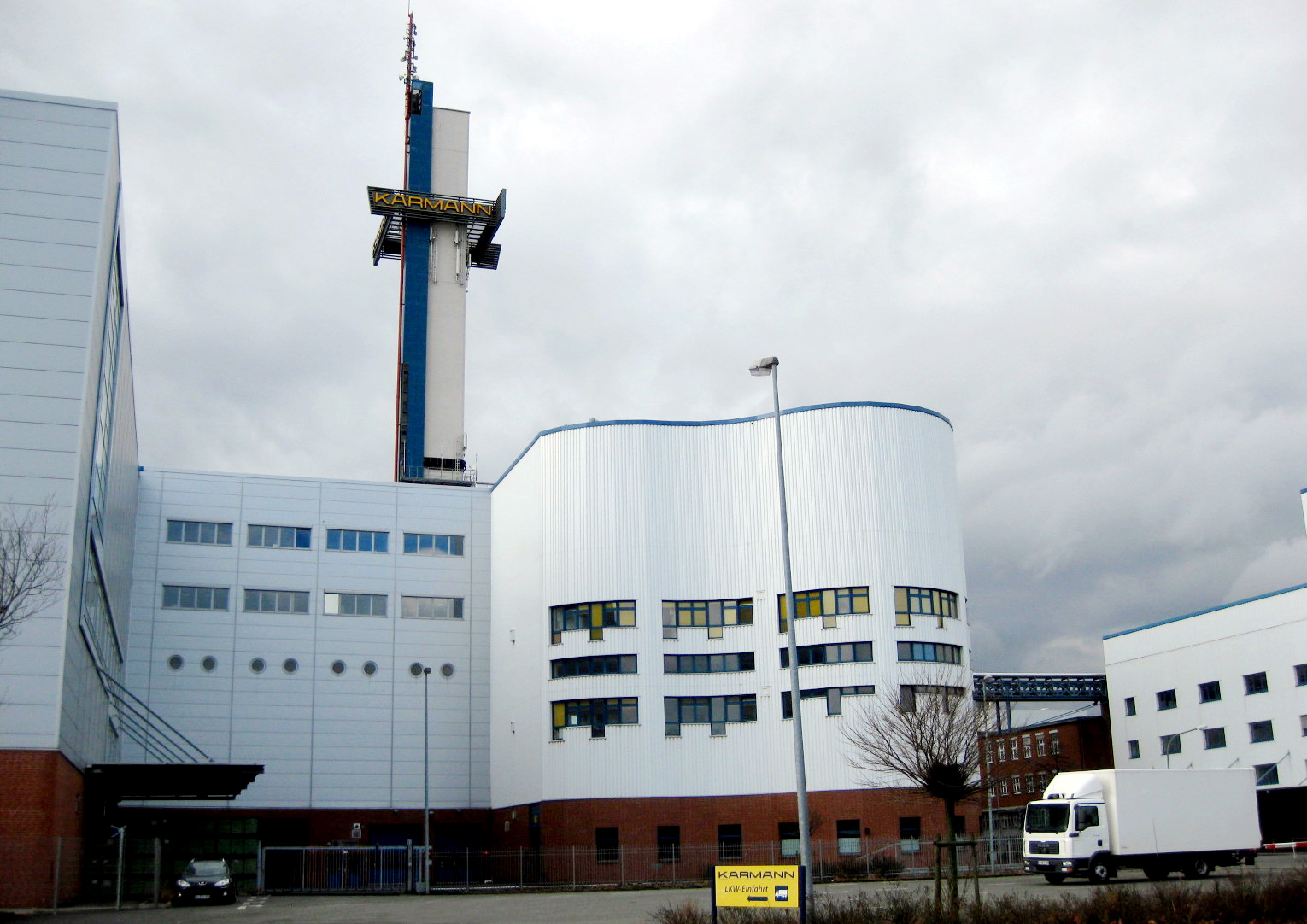
オスナブリュックのカルマン社

1874年にドイツのオスナブリュックに創立していた馬車製作会社"Christian Klages（クリスティアン・クラーゲス）"を1901年8月1日にヴィルヘルム＝カルマン（シニア）が買収契約をおこなったところにはじまる。買収時には社員15名と建屋二棟を引き継いだが、社名は当初はまだ"Wagenfabrik Chr. Klages"だった。
1901年時点、馬車（独: Pferdekutschen、英: Coach）を作っていたカルマン社は次第に自動車の架装を手掛けるようになる。1902年には自動車として最初のボディ製作をハンドメイドで行った。1909年製のハンティング用馬車は現存する馬車の中で当時のカルマン社の高品質を示すものとされる。1920年代には自動車業界での仕事が増し、アドラー、AGA、ビュイック、シトロエン、クライスラー、シボレー、FN、ハンザ、マンネスマン、ダイムラー、オペルなどがカルマンにボディ製作を依頼した。
1924年、デトロイトを訪れたヴィルヘルムはアメリカ自動車産業の大量生産による標準化に感銘を受け、従来型工房から大量生産技術への移行を図り始める。従来の木製ボディはハーフスチール製そしてオールスチール製となり、1930年半ばにはシートメタルのプレス技術へと移行していった。
1930年代初頭のカルマン社では、「バウハウス」創始者の一人であり設計者でもある著名な建築家のヴァルター・グロピウスによりデザインされたボディをアドラー・スタンダード8に架装し生産していたこともあった。一方、カルマン社内デザイナーもアドラー以外にフォードやハノマーグなどに架装をおこなった。
1932年には従業員は150人となりアドラー・プリマスクーペを日に16台生産するまでになる。1939年には従業員800人で65台を生産した。
第二次世界大戦により工場は壊滅。1949年にフォルクスワーゲンとの共同事業で、同社タイプ1のカブリオレを生産し大成功を収める。

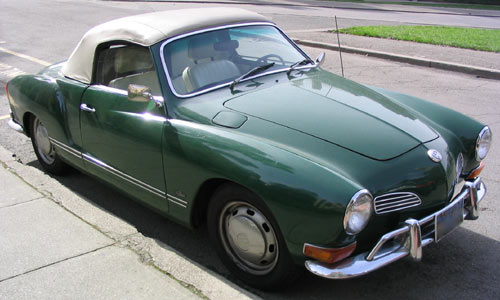
カルマンギア・カブリオレ

イタリア・ギア社 (現在はフォードに吸収) との合作であるフォルクスワーゲン・カルマンギアを世に送り出した。発表までには構想から4年の歳月を要したが、これによりカルマンの名は世界に知られることとなる。
1952年にヴィルヘルム＝カルマンの死によりその息子ヴィルヘルムが経営を引き継ぐ。
カルマンは、その歴史を通しオープンカー製造のスペシャリストとして有名である。近年も、2000年代にはクライスラー・クロスファイア、フォルクスワーゲン・ゴルフカブリオ、フォルクスワーゲン・ニュービートルカブリオレ、アウディ・A4カブリオレ、メルセデス・ベンツ・CLKクラスカブリオレ、ルノー・メガーヌCC（日本では「メガーヌ・グラスルーフ・カブリオレ」の名称で販売）、日産・マイクラC+C）、インフィニティ・G37などを手掛けている。また馬車の製作も引き続き行われている。

## 代表的な架装・生産車両
- 1906年 Möserstraße 44

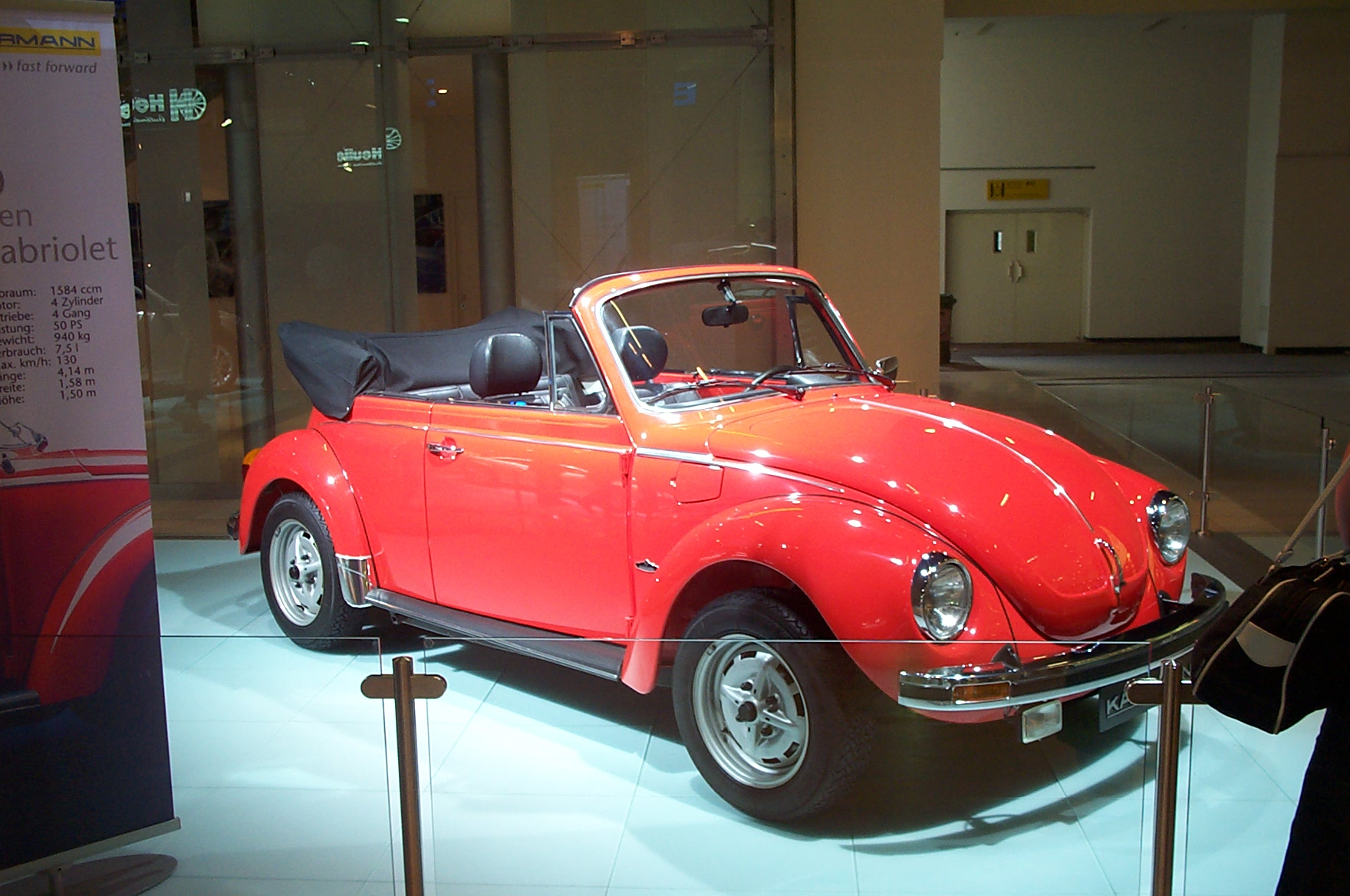
VW 1303 カブリオレ（最終型）

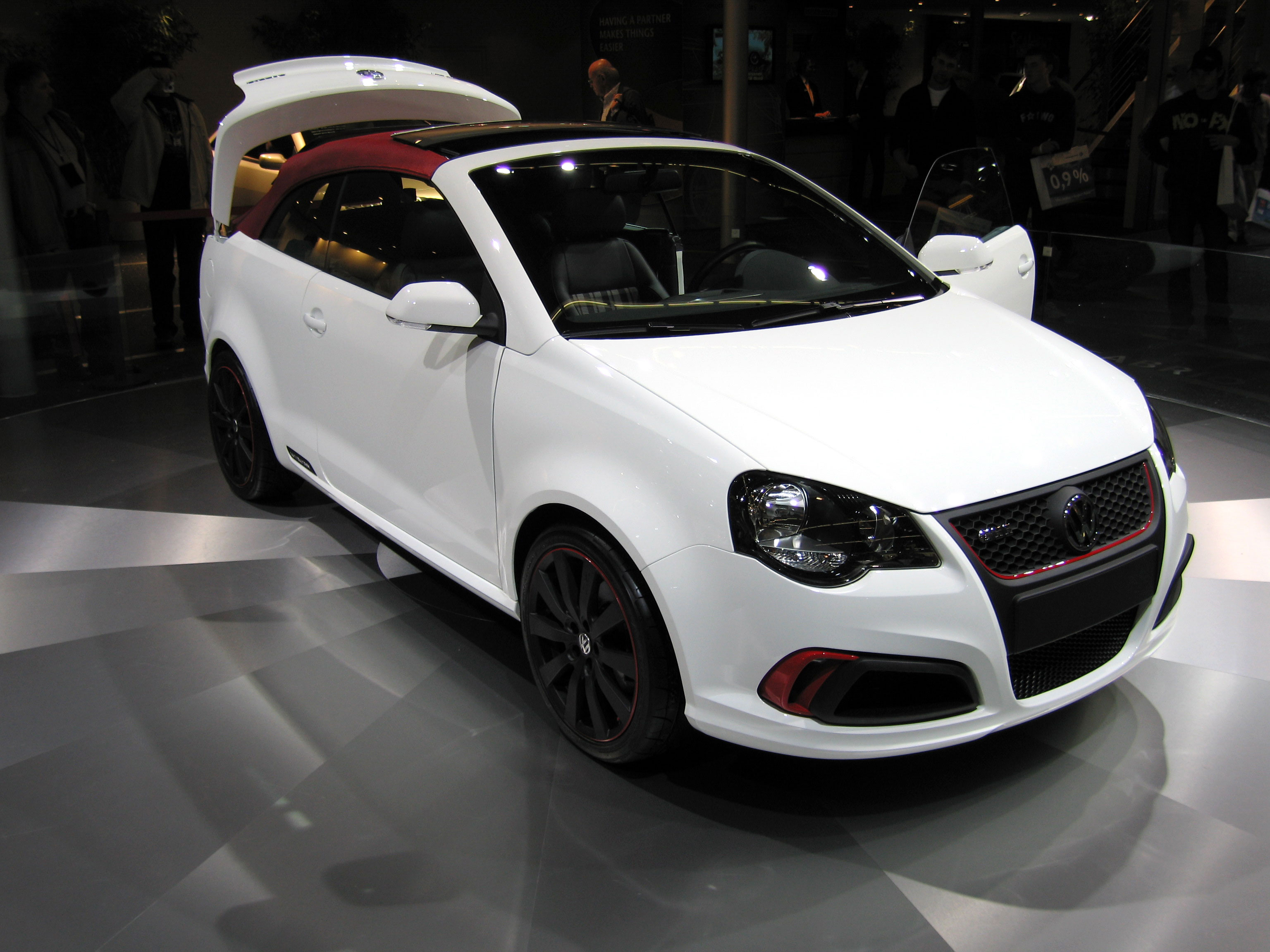
VW・ポロGTI コンバーチブル（スタディモデル）

- 1912年 メルセデス landaulet
- 1927年 Hansa A 8 カブリオレ
- 1932年～1934年 Adler Primus カブリオレ
- 1934年 Adler Trumpf Junior
- 1935年 Adler Trumpf カブリオレ
- 1938年 Hanomag Garant
- Adler Diplomat カブリオレ
- Adler 2.5 Liter カブリオレ
- 1939年 Adler Trumpf Junior 1 E
- Adler 2 liter (2EV)
- Ford Eifel Roadster
- Ford Taunus
- 1949年 Ford Taunus（39年モデルを復活し改良した）
- VW カブリオレ
- Hanomag road tractor
- 1950年 DKW Meisterklasse カブリオレ（アウトウニオンとの歴史のはじまり）
- 1951年 Hanomag Partner
- 1952年 Ford Taunus 12 M（最新のモノコックボディーを搭載）
- 1955年～1973年 VW カルマンギア クーペ（カブリオレは1957年～）
- 1961年 ポルシェ・356B
- 1961年～1969年 カルマンギアクーペ（VW タイプ3　1500ベース）ビッグカルマンギアとも呼ばれる
- 1965年～1967年 オペル Diplomat クーペ
- 1965年～1970年 BMW 2000 C/CS
- 1966年 ポルシェ・911 912のボディー生産
- 1968年 300台のAMC JavelinをCKD生産 ドイツのラインにあったAMC（アメリカン・モーターズ）からの依頼でノックダウン生産をおこなう。90%の部品はアセンブル・ペイント済で、組立だけというノックダウン生産の基本形だったという。
- 1968年 トライアンフ 2000 セダン / TR6ロードスター
- 1970年 VW カルマンギア TC 145 (ブラジル製南アメリカ向け)
- 1970年 カルマン GF バギー
- 1974年 VW シロッコ
- 1978年 ポルシェ・914
- BMW 635 CSiのボディーワーク
- 1979年 VW ゴルフ カブリオレ
- 1983年 フォード エスコート カブリオレ（ジウジアーロとの共同製作）
- 1984年 フォード Merkur XR 4 Ti (Ford Sierraベース）
- 1984年 セアト・イビサ（プロトタイプ製作）
- 1988年 ジャガー XJS-V12 カブリオレ
- 1988年 VW コラード
- 1990年 ルノー・19 カブリオレ
- 1995年 キア・スポーテージ（欧州向け生産）
- 1995年 メルセデス SLK
- 1996年 ルノー メガーヌ カブリオレ
- 1997年 メルセデス CLK カブリオレ
- 2002年 アウディ A4 カブリオレ
- 2003年 VW ニュービートル カブリオレ
- 2004年 ルノー メガーヌ CC
- 2006年 日産 マイクラ C+C
- 2009年 インフィニティＧ37

## 海外子会社
- Karmann-Ghia do Brasil Ltda（ブラジル）1960年
- Karmann USA（米国）1996年
- A Karmann-Ghia de Portugal（ポルトガル）1992年
- Karmann-Ghia de México（メキシコ）2001年
- Karmann Japan（日本）2007年

## 日本法人
日本法人であるカルマン・ジャパンはカルマン本社の100%出資で2007年6月に設立された。神奈川県横浜市緑区白山のジャーマンインダストリーパークに本拠を、栃木県河内郡上三川町上蒲生の日産栃木工場内に生産ラインを持ち、インフィニティ・G37コンバーチブルのルーフシステムを製造していた。しかしカルマン本社の倒産に伴い2010年に自動車製造会社マグナ・シュタイアに買収される。

## キャンピングカー
馬車を製作していたカルマンのキャンピングカー製作の歴史はそれほど古くない。1973年、休暇で南アフリカ滞在中だったヴィルヘルム（シニア）が Jurgens Autovilla に出会う。Jurgens Autovilla は南アフリカのトランスファール、ケンプトンパークで1952年創業のコーチビルダーJurgens社（Jurgens Ci）がフォルクスワーゲンバスの当時のモデルT2に架装したキャンピングカー。運転席を残しBピラーから後ろのボディーを取り去り運転席上部に覆いかぶさる大きなバンク部分を含むコーチを新たに架装したもの。これに感銘を受けたヴィルヘルムがJurgensからライセンスを受けて1974年にライセンス生産を開始。カルマンモデルはバンクなしだったがそのほかはインテリアも含めJurgensモデルと同等仕様だった。
1980年、VWマイクロバスはT3（T25）プラットフォームになり車名はカルマン・ジプシーとなる。バンクベッドがつき、一部装備も時代に合わせてアップデートされたがインテリアの基本的デザインなど従来からのJurgens仕様が引き継がれた。T4プラットフォームでは当初ジプシーであったが、後、カルマン・コロラド（Karmann Colorado）となり、現在T5プラットフォームベースでの製作販売が継続されている。
その他にフォルクスワーゲンLTやメルセデスベンツ・スプリンターなどをベースとしたカルマン社製キャンピングカーがある。Karmann Davis、Karmann Distance、Karmann Missouri、Karmann Ontario など。
これらカルマン社製キャンピングカーはいわゆる並行輸入の形で日本にも輸入されている。

## リファレンス
- カルマン社 1901-2001 KARMANN Zeitzeichen  Signs of Time
- Volkswagen Camper & Commercial June 2006 Issue Twenty Four ページ48-51 FROM JURGENS TO GIPSY